# Joel Spets

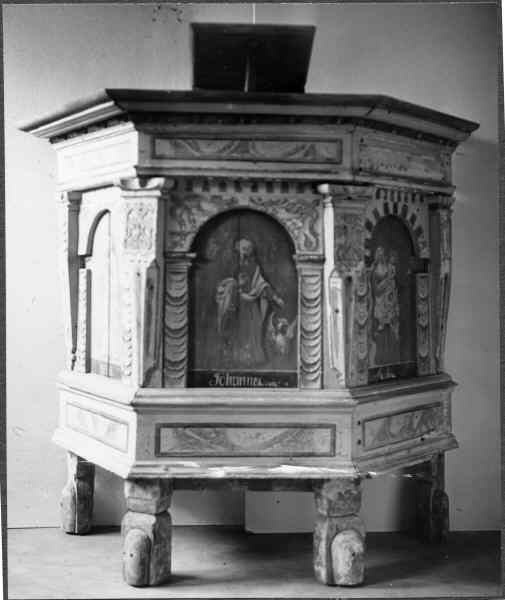
Predikstolen i Jälluntofta kyrka.

Joel Spets (Spitz) var en svensk snickare och bildhuggare, verksam i mitten av 1800-talet. För Jälluntofta kyrka i Jönköpings län utförde han en predikstol 1861. Troligen utförde han även altartavlans omfattning, nummertavlorna och predikstolen Kållerstads kyrka.